# Atemptat de Niça de 2016

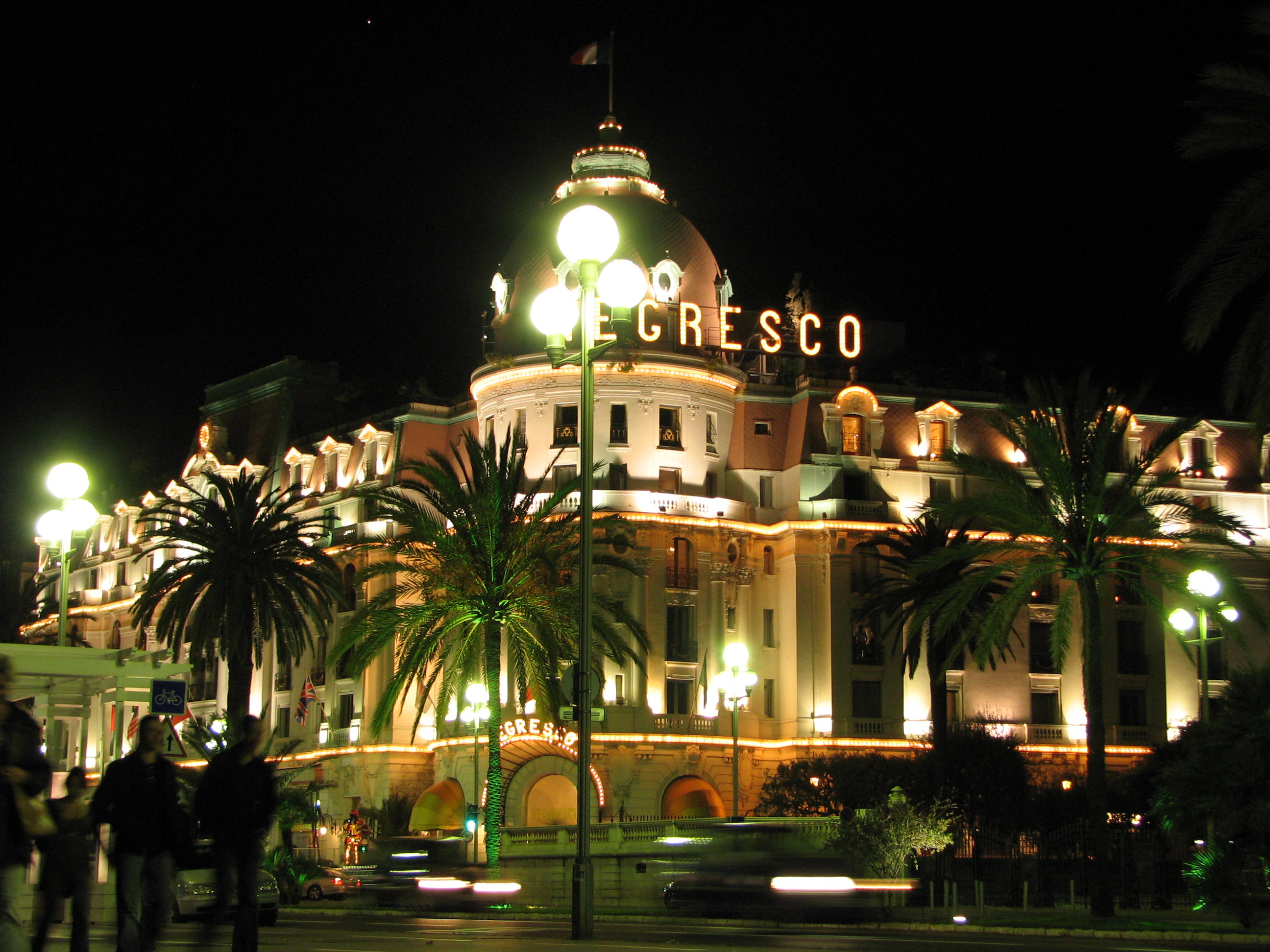
L'hotel Negresco de nit, molt a prop d'on han acabat els fets.

L'atemptat de Niça de 2016 va ser un atac que va tenir lloc a la ciutat de Niça el 14 de juliol de 2016, cap a les 23:20, quan un camió va atropellar una multitud que estava celebrant els festejos del Dia Nacional de França, en el passeig dels Anglesos molt a prop de l'Hotel Negresco.
El conductor del camió va ser abatut per la policia després de recórrer uns 2 km sembrant el pànic, disparant al mateix temps. Segons fonts judicials citades per mitjans locals, les xifres serien de 84 morts i més de 120 ferits (50 crítics).
Segons Nice Matin, un diari local, es van produir escenes de pànic entre la població, que va començar a córrer en totes direccions. Les forces de l'ordre, militars inclosos, van establir un perímetre de seguretat.
A mig matí del 16 de juliol, per un comunicat de la seva agència Amaq, el Daesh va reivindicar l'atemptat com l'acte d'un "soldat de l'Estat Islàmic". El de Niça fou el primer d'una sèrie d'atemptats terrorista en diverses ciutats d'Europa (Berlín, Londres, Estocolm, Catalunya…) en el que s'empraren vehicles motoritzats i el mètode d'atropellament massiu per damnificar a les víctimes.

## Antecedents
Des de 2012 França està sota l'ombra del terrorisme islamista. Batudes en cerca de terroristes són la resposta a l'amenaça que va fer el 2015 el grup autodenominat Estat Islàmic (també conegut com a ISIS o Daesh): "A França li queda molt per patir".
- El març de 2012 va tenir lloc el primer atac terrorista a França d'aquesta cadena que s'allarga. En aquest atemptat, un francès d'origen algerià, Mohammed Merah, va assassinar quatre persones d'una escola jueva de Tolosa de Llenguadoc. Després de fugir, la policia el va acorralar fins a un apartament de la ciutat i va ser mort en un dels tirotejos.
- Gener de 2015. Es va registrar un dels atemptats més mediàtics: uns encaputxats van entrar a la seu de la revista satírica Charlie Hebdo i van assassinar 12 persones. Van ser identificats com els germans Kouachi i van ser abatuts després d'amagar-se a una impremta.
- Novembre de 2015. 120 persones van morir i almenys 300 van resultar ferides pels atemptats del teatre Bataclan (82 morts); el restaurant Le Petit Cambodge; el local Belle Équipe; el bar Le Carrillon i el Boulevar Fontaine. Dels nou terroristes que van participar en l'atac, set es van immolar. Els dos que van sobreviure van ser detinguts temps després a Brussel·les.
- Juny de 2016. Un policia i la seva esposa van ser assassinats a ganivetades a Magnanville, en un atac reivindicat pel Daesh.

El 2015, després de l'atac de la revista satírica Charlie Hebdo, el govern francès va radicalitzar la seva postura contra el terrorisme i va enviar un portaavions per ajudar a la coalició a bombardejar posicions de l'Estat Islàmic.

### Estat d'emergència

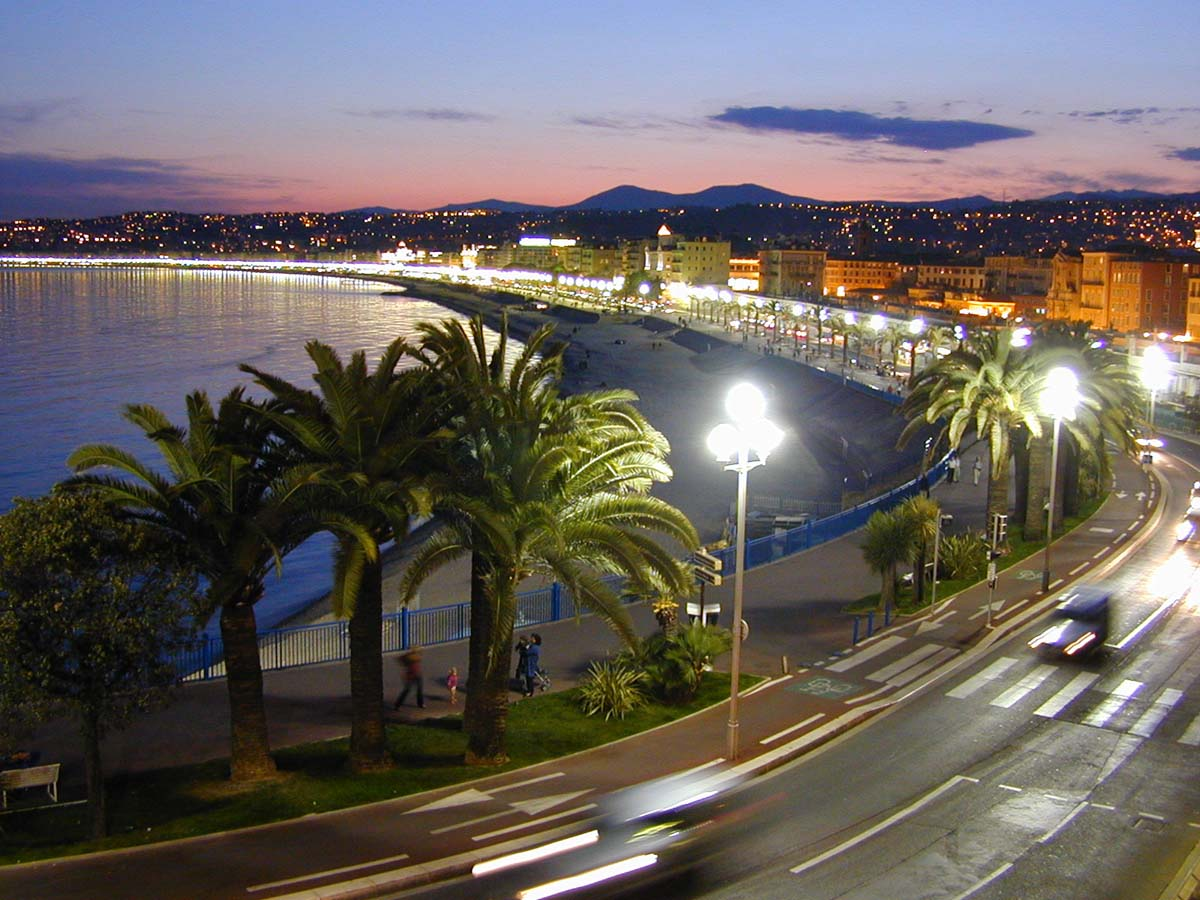
Passeig dels Anglesos de Niça, on va ocórrer l'atac.

Des dels atemptats de novembre de 2015, França es troba en estat d'emergència. El matí del 14 de juliol de 2016, solament unes hores abans de l'atemptat de Niça, el president de França François Hollande va afirmar que posaria fi a l'estat d'emergència una vegada acabat el Tour de França el 26 de juliol de 2016. Arran dels fets, després de l'atemptat, va declarar que el mantindria tres mesos més.

## Atac
Prop de les 23:20 hores, hora local, un atacant va conduir deliberadament un camió Renault Midlum de 18 tones de color blanc a tota velocitat sobre una multitud concentrada al passeig dels Anglesos, una avinguda que voreja la costa de la badia dels Àngels a la ciutat costanera de Niça. Les persones esperaven l'inici d'un espectacle de focs artificials amb motiu de la festa nacional francesa. Després d'avançar a prop de dos quilòmetres, l'atacant va ser abatut per la policia. Abans d'això testimonis dels fets van afirmar que en el seu avanç, tot disparant, el conductor movia el volant per atropellar més persones i en paraules d'un testimoni les víctimes queien "com a peces del joc de bitlles" atropellats pel vehicle. Centenars de persones van fugir al moment de l'atac després d'observar les conseqüències del camió avançant i van córrer en totes direccions per a trobar refugi, algunes cap a la platja, altres es van amagar en restaurants i locals de la costa. Algunes d'elles en notar l'envestida van cridar alertant a l'altre gent "és un atac terrorista".

## Reaccions

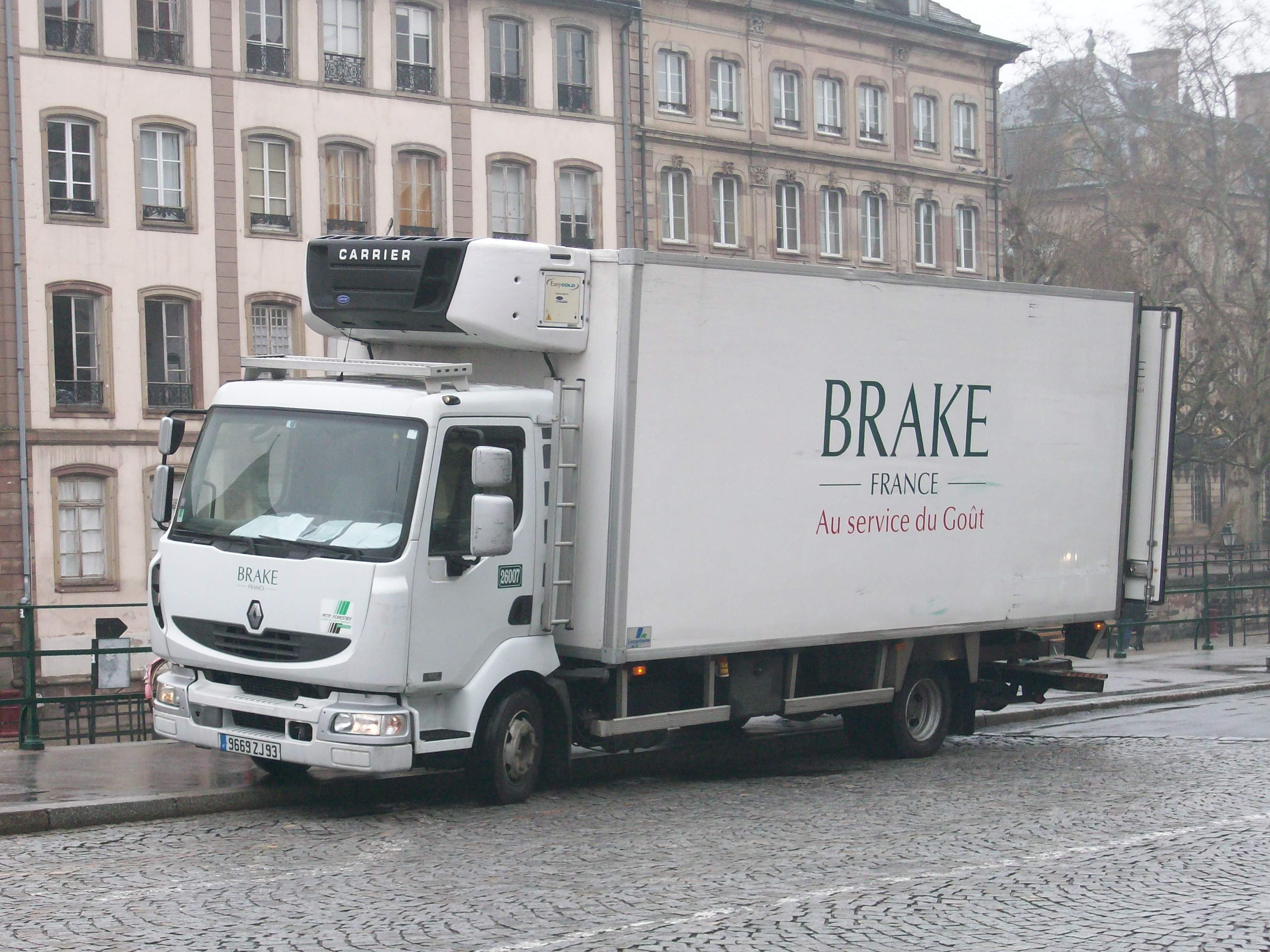
Camió Renault Midlum del tipus de l'utilitzat per a l'atac

### A França
Policies presents en el lloc dels fets, van abatre a tirs al conductor del camió. L'escorcoll de la policia va trobar armes i explosius a l'interior del vehicle. Dins del mateix s'hi van trobar documents d'identitat d'una persona franc-tunessina. Cossos d'emergència van arribar al lloc i va ser activat l'anomenat "Pla Blanc" (o pla ORSAN) per a la coordinació en centres hospitalaris de la ciutat de Niça i d'altres properes, improvisant els salons del Negresco com hospital d'emergència.
El president francès François Hollande, que es trobava a Avinyó, va tornar a París i es va convocar un gabinet de crisi per part del Ministeri de l'Interior, amb Manuel Valls i Bernard Cazeneuve. El mateix dia el president Hollande anunciava que després de la finalització del Tour de França, el 26 de juliol, suspendria l'estat d'excepció vigent des dels atemptats de París de novembre de 2015. Aquesta mesura suposava la reducció en 3.000 dels 10.000 militars desplegats en territori francès sota l'Operació Sentinella.
Després d'un missatge a la nació, Hollande va insistir que França és un país fort, i va reiterar que les operacions militars que el país realitza a Síria i l'Iraq continuaran.
Forces policials realitzaven el 15 de juliol diversos operatius a Niça com a part de les recerques. En xarxes, especialment a Twitter es va difondre el hashtag #NicePorteOuverte (#NiçaPortaOberta), per oferir refugi durant la nit a persones encallades a causa dels atacs, de la mateixa manera que va passar a París després dels atemptats de París de novembre de 2015. Facebook va activar l'eina Security Check perquè les persones confirmin als seus contactes que estan fora de perill.

### Al món
- Alemanya - la cancellera Angela Merkel va condemnar l'atac i que Alemanya estaria al costat de França en la "lluita contra el terrorisme".[15]
- Brasil - el president Michel Témer va qualificar l'atac com a "abjecte i ultratjant" i el va condemnar.[16]
- Espanya - el rei Felip VI va manifestar, "davant la salvatjada criminal de Niça, tot el suport d'Espanya al poble francès i a les seves autoritats".[17]
- Estats Units - el president Barack Obama va condemnar l'atac, i va declarar: "en nom del poble nord-americà, condemno amb absoluta fermesa el que sembla un horrible atac terrorista a Niça, França, en el qual han mort i resultat ferits desenes de civils innocents"[18]
- Mèxic - el president Enrique Peña Nieto va manifestar la solidaritat del poble mexicà amb el francès i va dir que Mèxic "reprova tot acte de violència com l'ocorregut"[16]